# François Laurent
Pour les articles homonymes, voir Laurent.
François Laurent, né français le 8 juillet 1810 à Luxembourg (Empire français, département des Forêts), et décédé le 11 février 1887 à Gand, est un juriste, philosophe et historien du Droit belge.

## Biographie
François Laurent fit ses études supérieures à l'université d'État de Louvain, puis à celle de Liège, où il obtint le grade de docteur en droit en 1832.
En 1833, il devint avocat à Luxembourg (ville).
À partir de 1834, il travailla au ministère de la Justice belge nouvellement créé (voir Révolution belge).
À la suite du partage du Grand-Duché de Luxembourg (créé en 1815) entre grand-duc hollandais Guillaume Frederic d'Orange-Nassau et le jeune royaume de Belgique en 1839, il fut sollicité et obtint la nationalité belge.
De 1836 à 1882, il enseigna le droit à l’université de Gand. Pendant cette quarantaine d'années, il rédigea une série d'ouvrages fondamentaux : un commentaire en 33 tomes du Code civil, intitulé Principes de droit civil, une étude sur le Code Napoléon ainsi que des ouvrages de droit international. Il est encore l'auteur d'un travail historique en 18 volumes, intitulé Études sur l’histoire de l’humanité.
En 1879, il fut chargé par le ministre de la Justice Jules Bara de présenter un rapport sur le projet de révision du Code civil. Lors des élections du 16 juin 1884, à peine l’avant-projet achevé, le gouvernement libéral de Jules Bara tomba et fut remplacé par un gouvernement catholique. Le nouveau ministre de la Justice, Charles Woeste, s’empressa d’adresser une lettre à François Laurent, lui notifiant que « le cabinet nouveau a l'intention de retirer le projet soumis aux délibérations des Chambres et contenant un avant-projet de révision du Code civil ».
Parallèlement, il fut l’auteur de textes politiques qui furent en partie traduits en allemand.
Il fonda à Gand la Société Callier, dans le but d’encourager l’épargne auprès des ouvriers. Ses conférences sur l’épargne ont été traduites dans neuf langues.
S'il ne cachait pas ses idées anticléricales, ses écrits témoignent aussi d’un intérêt prononcé pour les questions sociales. Il était en faveur de la scolarité obligatoire et laïque.
Son nom fut donné à une place de Gand, à une rue de Luxembourg ainsi qu’à un cercle de juristes à Luxembourg.
Pour une liste complète de son œuvre, voir Auguste de Koninck, Bibliographie nationale : dictionnaire des écrivains belges et catalogue de leurs publications 1830-1880, vol. II,, Bruxelles, 1892.

## Publications

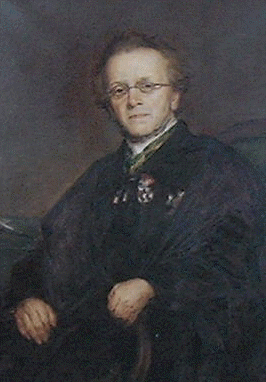
François Laurent par Lievin De Winne

- Études sur l'histoire de l'humanité, en 18 volumes, 1864
- Principes de droit civil, en 33 volumes, 1869-1878, en coédition chez Bruylant (Bruxelles) et Pédone (Paris)
- Cours élémentaires de droit civil, en 4 volumes
- Droit civil international, en 8 volumes
- L'Église et l'État
- Avant-Projet de Code civil